# 466

## Nașteri
- Clovis I, rege al francilor (d. 511)